# Forever 21
Forever 21 és una cadena nord-americana de botigues de roba amb sucursals a les principals ciutats dels Estats Units, Canadà, Europa, Japó, Corea del Sud, i les Filipines, que ofereix moda i complements per a dones joves, homes i nenes. El seu objectiu és oferir roba de qualitat a un preu assequible. La mercaderia de Forever 21 no té especificacions uniformes, els patrons o les mides, fins i tot, aquestes dades varien segons el proveïdor.
Fundada a Los Angeles, Califòrnia el 1984 per l'empresari coreà Do Won Chang i la seva esposa Jin Sook Chang, la primera botiga va obrir el 21 abril de 1984 a Highland Park de Los Angeles.
Forever 21 ha rebut atenció en els mitjans de comunicació per a la impressió de "John 3:16" en el fons de les seves bosses de marques grogues. Una portaveu de Forever 21 en la seu de Los Angeles va dir que la cita bíblica és una "demostració de la fe cristiana dels propietaris."